# Ilse Helling-Rosenthal

Wolfgang und Ilse Helling-Rosenthal, 1920

Sophie Marie Ilse Helling-Rosenthal (* 15. Februar 1886 in Leipzig; † 23. März 1939 ebenda) war eine deutsche Sängerin und Gesangslehrerin.

## Leben

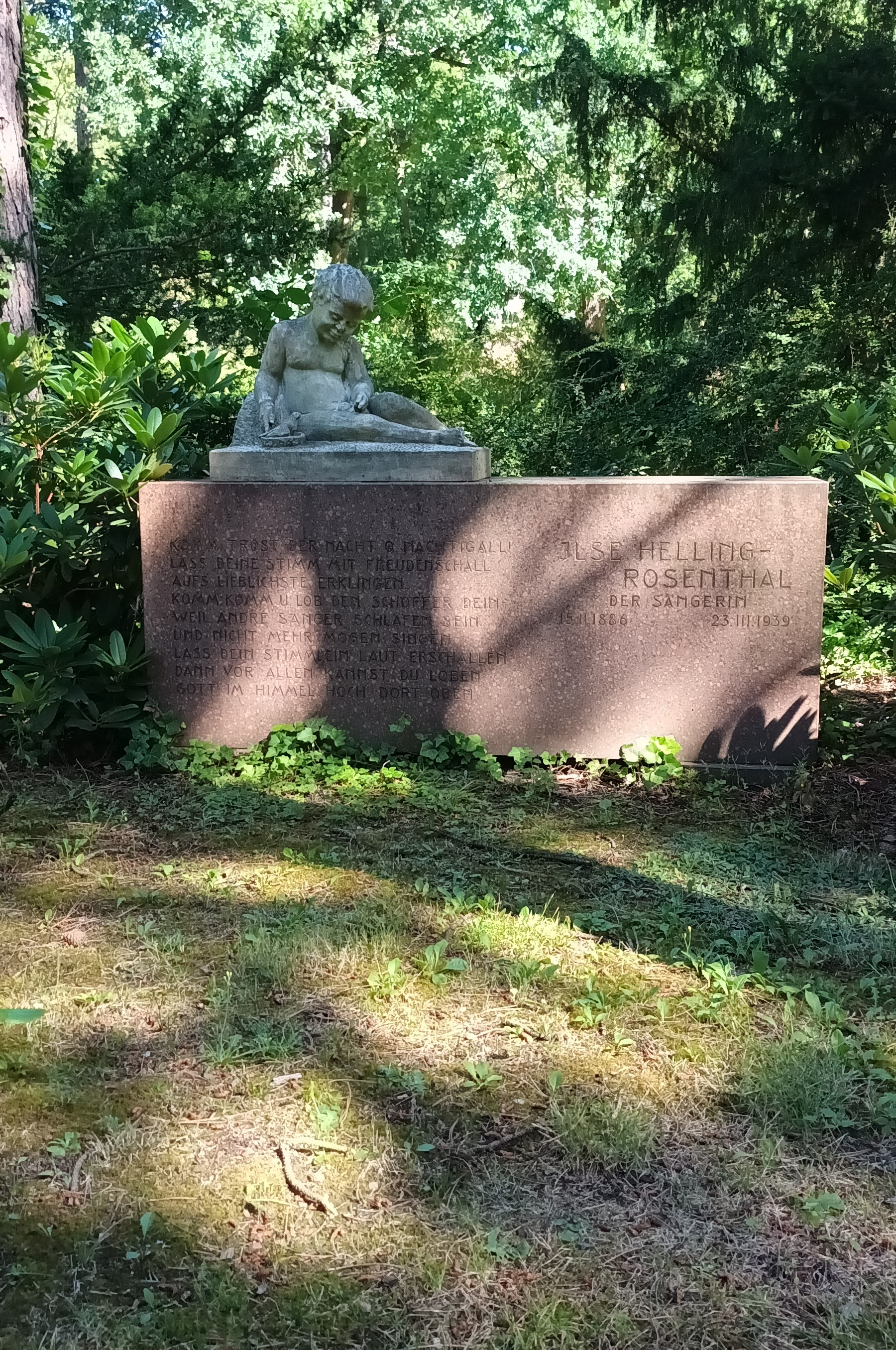
Grabstätte Ilse Helling-Rosenthal

Ilse Helling war die Tochter des Leipziger Kaufmanns Traugott Iwan Helling und dessen Frau Helene, geb. Schmidt. Ihre Gesangsausbildung erhielt sie von 1908 bis 1909 am Königlichen Konservatorium für Musik in Leipzig bei Marie Hedmondt in der Stimmlage Sopran. Nach Abschluss ihres Studiums trat sie vor allem als Lied- und Oratoriensängerin in Erscheinung.
Am 8. Juni 1914 heiratete sie in Leipzig den Arzt und Sänger Wolfgang Rosenthal, mit dem sie 1917 das Rosenthal-Vokalquartett gründete, das unter Arthur Nikisch und Wilhelm Furtwängler in ganz Europa mit großem Erfolg gastierte.
Von 1918 bis 1937 war Ilse Helling-Rosenthal Lehrerin für Gesang am Leipziger Konservatorium. Zu ihren Schülerinnen zählten Erna Hähnel, Marie Käthe Herre, Philine Fischer, Anny Quistorp, Lotte Wolf-Matthäus, ihre Tochter Hella Ebert-Rosenthal.
Ilse Helling-Rosenthal starb an den Folgen einer in Leipzig grassierenden Grippeepidemie. Sie wurde auf dem Südfriedhof in Leipzig, XVII. Abteilung, beerdigt. Ihr Grabmal schuf Felix Pfeifer.